# Palivuk
Palivuk (cyr. Паливук) – wieś w Bośni i Hercegowinie, w Republice Serbskiej, w gminie Kotor Varoš. W 2013 roku liczyła 22 mieszkańców.